# Florencio Olvera Ochoa
Florencio Olvera Ochoa (Tequisquiapan, Querétaro; 12 de octubre de 1936-ibídem, 20 de diciembre de 2020) fue un obispo mexicano, que fue nombrado XI Obispo de Tabasco, en sustitución de Rafael García González el 30 de noviembre de 1992. Permaneció en la Diócesis de Tabasco 9 años y cuatro meses, hasta el 21 de marzo de 2002, cuando fue nombrado Obispo de Cuernavaca, de donde fue Obispo Emérito.Fue devoto de Nuestra Señora de los Dolores de Soriano.

## Biografía

### Sacerdote
Después de acabar sus estudios básicos en el seminario, fue enviado a Roma, Italia. Obtuvo una licenciatura en teología en la Pontificia Universidad Gregoriana, residiendo en el Pontificio Colegio Pío Latino Americano. Fue ordenado sacerdote el 26 de octubre de 1958.

### Obispo de Tabasco
Habiendo quedado vacante la Diócesis de Tabasco, por el traslado del Excmo. Sr. Rafael García González, el papa Juan Pablo II nombró XI Obispo de Tabasco a Don Florencio Olvera Ochoa, quien nació en Tequisquiapan, Querétaro, el 12 de octubre de 1933. Fue ordenado Presbítero el 26 de octubre de 1958, y elegido para ser Obispo de Tabasco el 19 de octubre de 1992, recibiendo la Ordenación Episcopal el 30 de noviembre del mismo año en la Ciudad de Villahermosa.
Entre las características de su ministerio en Tabasco, quiso dar a las Parroquias de la Diócesis una estructura de áreas que permitiera la diversificación de los ministerios. Visitó casi todas las comunidades católicas en distintos momentos. En su tiempo se logró que hubiera un sacerdote dedicado exclusivamente a la Pastoral Vocacional. Notable fue su empeño en la formación de los futuros sacerdotes proporcionando criterios de formación y un fuerte apoyo al Seminario Diocesano. Durante este período y bajo su impulso se construyó el Comedor y la Gran Capilla del Seminario. Ordenó a 47 sacerdotes.
Convocó a la elaboración del Plan Diocesano de Pastoral y se inició el proceso previo con la coordinación de un equipo, sin embargo, al quedar vacante la sede, se suspendió el proyecto. Fue un obispo con gran inquietud por la catequesis y el uso de los medios de comunicación al servicio de la Evangelización. Preocupado por sus sacerdotes, impulsó el trabajo de la "Formación Permanente" constituyendo una comisión coordinadora.

### Obispo de Cuernavaca
Después de nueve años de ministerio en Tabasco el papa Juan Pablo II lo trasladó a la  Diócesis de Cuernavaca, Morelos, tomando posesión canónica el 21 de marzo del 2002. Los feligreses tabasqueños lo recuerdan con cariño y agradecimiento, ya que su único afán fue que "Jesucristo el de Ayer, de Hoy y de Siempre", fuera proclamado y aceptado con fe viva en Tabasco.

## Muerte
Murió el 20 de diciembre de 2020
En su estado natal Tequisquiapan, Querétaro
A la edad de 87 años.
Monseñor Florencio Olvera Ochoa es originario del municipio de Tequisquiapan, de igual manera Monseñor fue un Tequisquiapense muy querido en su pueblo natal donde fue velado durante dos días.
Sus restos fueron sepultados en la Parroquia de Santa María de la Asunción en el bautisterio, donde Monseñor Florencio decidió ser sepultado.